# Sisis rotundus
Sisis rotundus is een spinnensoort in de taxonomische indeling van de hangmatspinnen (Linyphiidae).
Het dier behoort tot het geslacht Sisis. De wetenschappelijke naam van de soort werd voor het eerst geldig gepubliceerd in 1925 door James Henry Emerton.